# Caspar Philips

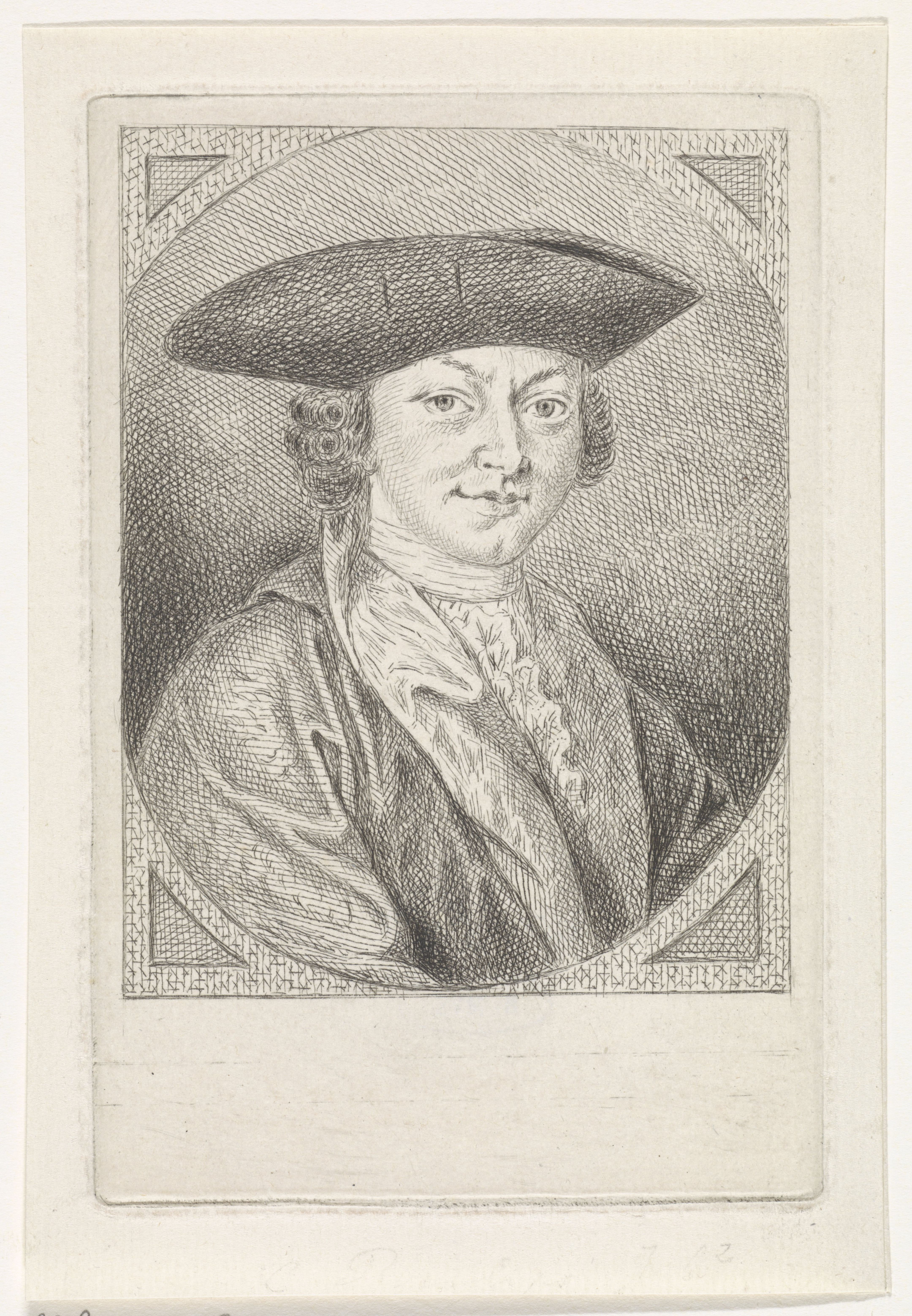
Caspar Jacobsz Philips

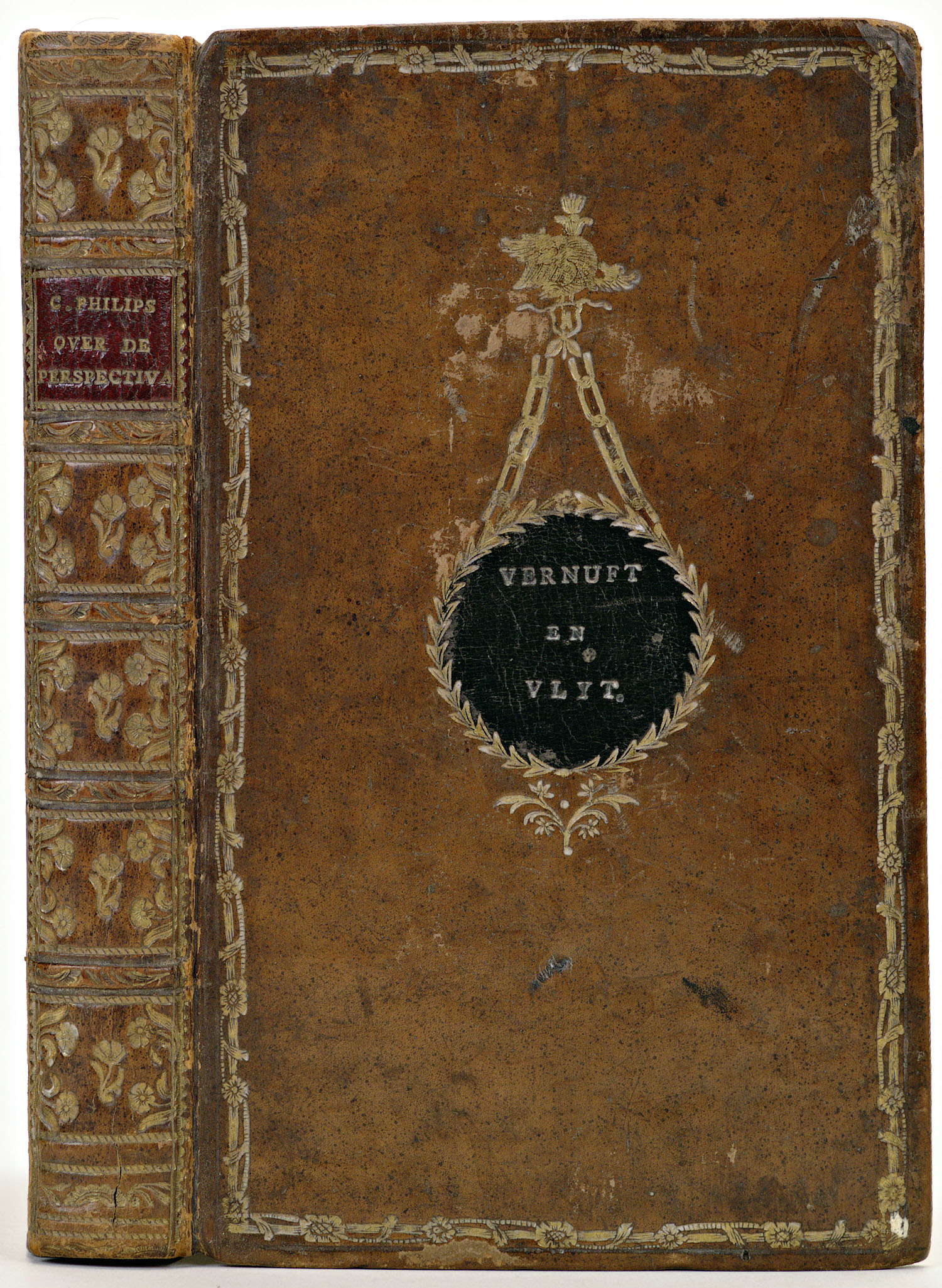
Band 8 "Vernuft en Vlyt" - Over de Perspectiva, van Caspar Philips

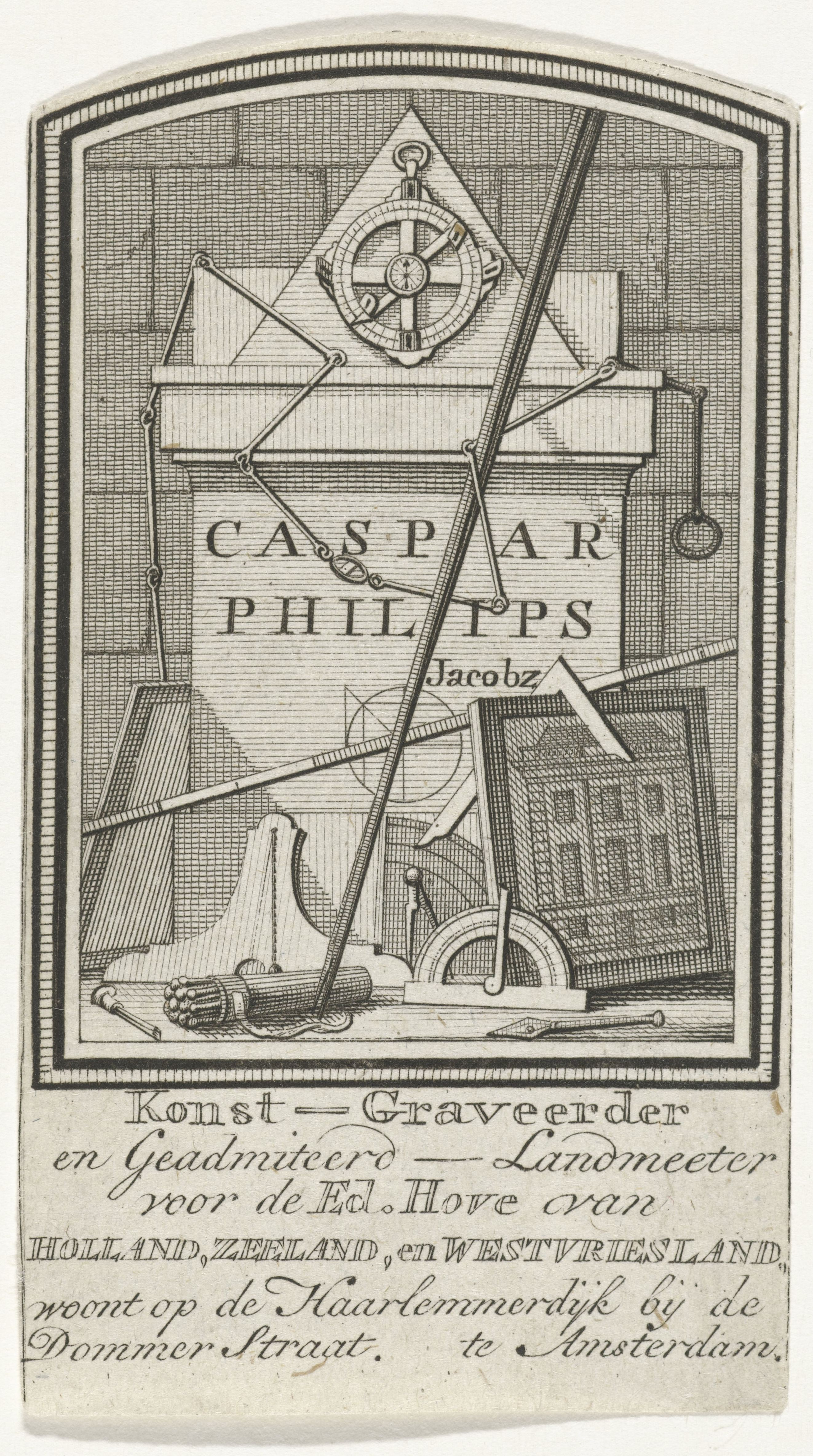
Visitekaartje van de landmeter Caspar Jacobsz. Philips

Caspar Philips, Jacobsz. (Amsterdam, 16 april 1732 - aldaar, 19 maart 1789) was een Nederlandse graveur.
Hij leerde bij zijn oom Jan Caspar Philips de kunst van het plaatsnijden. Hij heeft zich in zijn hele leven bezig gehouden met graveerwerk, meestal op bouwkundig gebied, maar hij was ook mathematicus en geadmitteerd (officieel ingeschreven en toegelaten) landmeter van Holland, Zeeland en Westfriesland en gaf tekenonderwijs. In 1765 verscheen zijn boek Uitvoerig onderwijs in de Perspectief of Doorzichtkunde geïllustreerd door 60 zelf gegraveerde platen. Zijn gravures en kaarten waren altijd van een hoge kwaliteit en nauwkeurigheid.
Philips woonde op de Nieuwendijk bij de Kolksteeg, op de Haarlemmerdijk bij de Dommersstraat en op de Brouwersgracht bij de Willemsstraat. Hij werd begraven op het Karthuizerkerkhof.
Zijn naam is lange tijd gekoppeld geweest aan het Grachtenboek, maar dat is met grote zekerheid niet van zijn hand. De twijfel hierover was altijd al bij I.H. van Eeghen. en J.P Miras Ook is zijn naam pas na zijn overlijden, bij de heruitgave in 1791 eraan gekoppeld door de nieuwe uitgever. Het perspectief is vaak niet correct en de maten kloppen niet altijd en de kwaliteit van de platen is matig. Zo is geen rekening gehouden met het verschil in lengte doordat de grachten rond lopen en de evenzijde dus langer is en dat zou een landmeter/mathematicus, wat Caspar immers was, nooit gebeurd zijn.

## Werken
- Uitvoerig onderwijs in de Perspectief of Doorzichtkunde (1765) met 60 platen door hem zelf getekend.
- Handleiding in de Spiegelperspectief (1775).
- Wis, Meet en Doorzichtkundige Handleiding (1785)
- Zeemans Onderwijzer in de Tekenkunst (1786)
- Handleiding om in de Kunst-Tafereelen de Perspectivische regelen in het teekenen of schilderen van Toneelen, door eene gemakkelijke bereekening te vinden (1788).

Hij maakte ook de gravure van Huis Beeckestijn van het tuinontwerp door Johann Georg Michaël. Deze was in 1770 doopgetuige bij de doop van een kind en zijn echtgenote Elizabeth Konse.

## Bron en noten
- inleiding van E. van Houten in de uitgave van het grachtenboek van 1936 (uitgave Genootschap Amstelodamum samen met E. van Houten).

1. ↑  Eeghen, I.H.  (Februari). De geheimen achter de tekeningen van het grachtenboek. Amstelodamum  50 (1963)
2. ↑  Miras, J.P.  (1958). Het grachtenboek. Jaarboek Amstelodamum  50
3. ↑  Meijers, Erwin, Walther Schoonenberg  (mei / juni / juli / aug). Het Grachtenboek bestaat 250 jaar. BINNENSTAD  287/288 (2018)

## Galerij

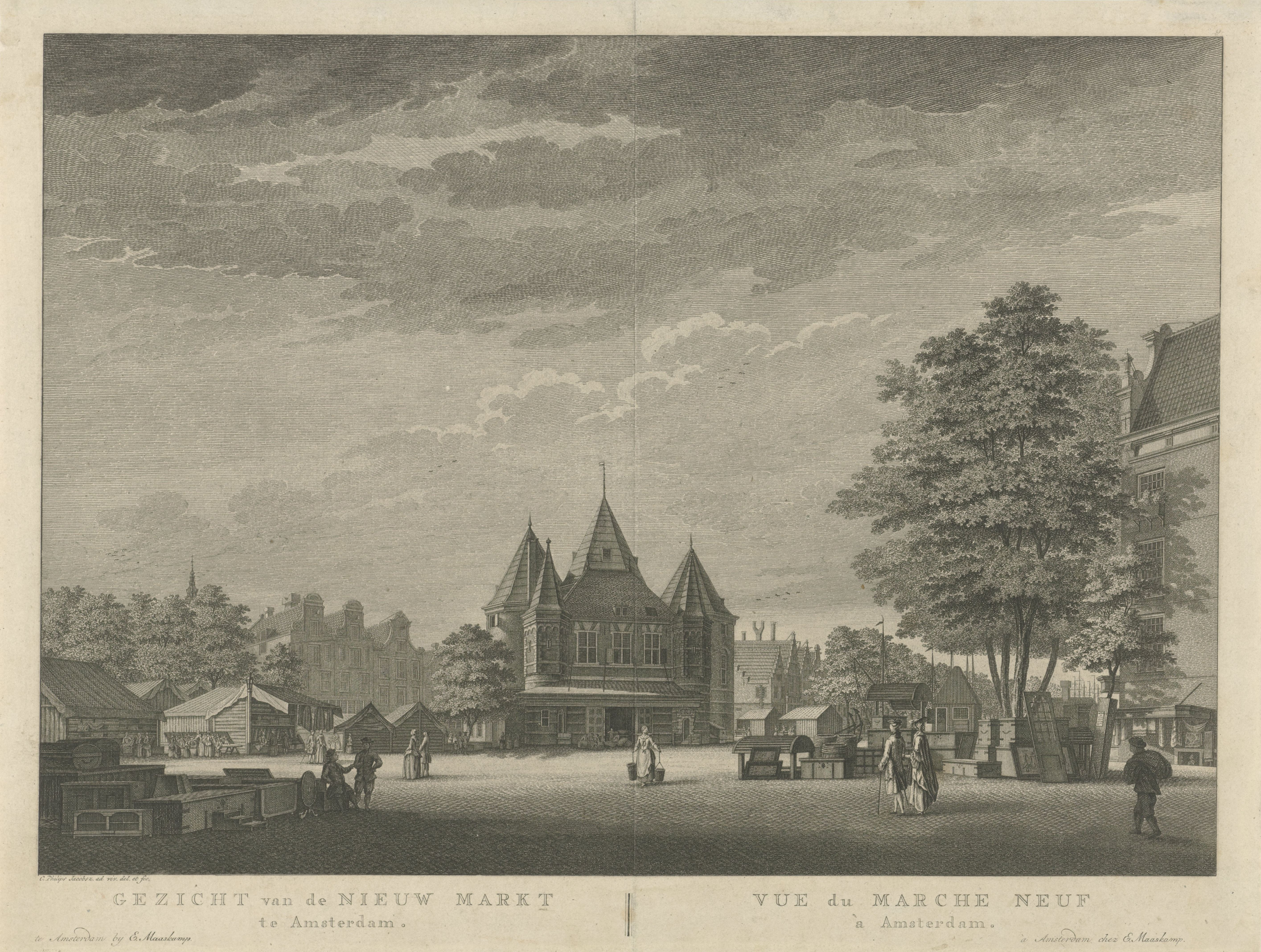
Nieuwmarkt, Amsterdam
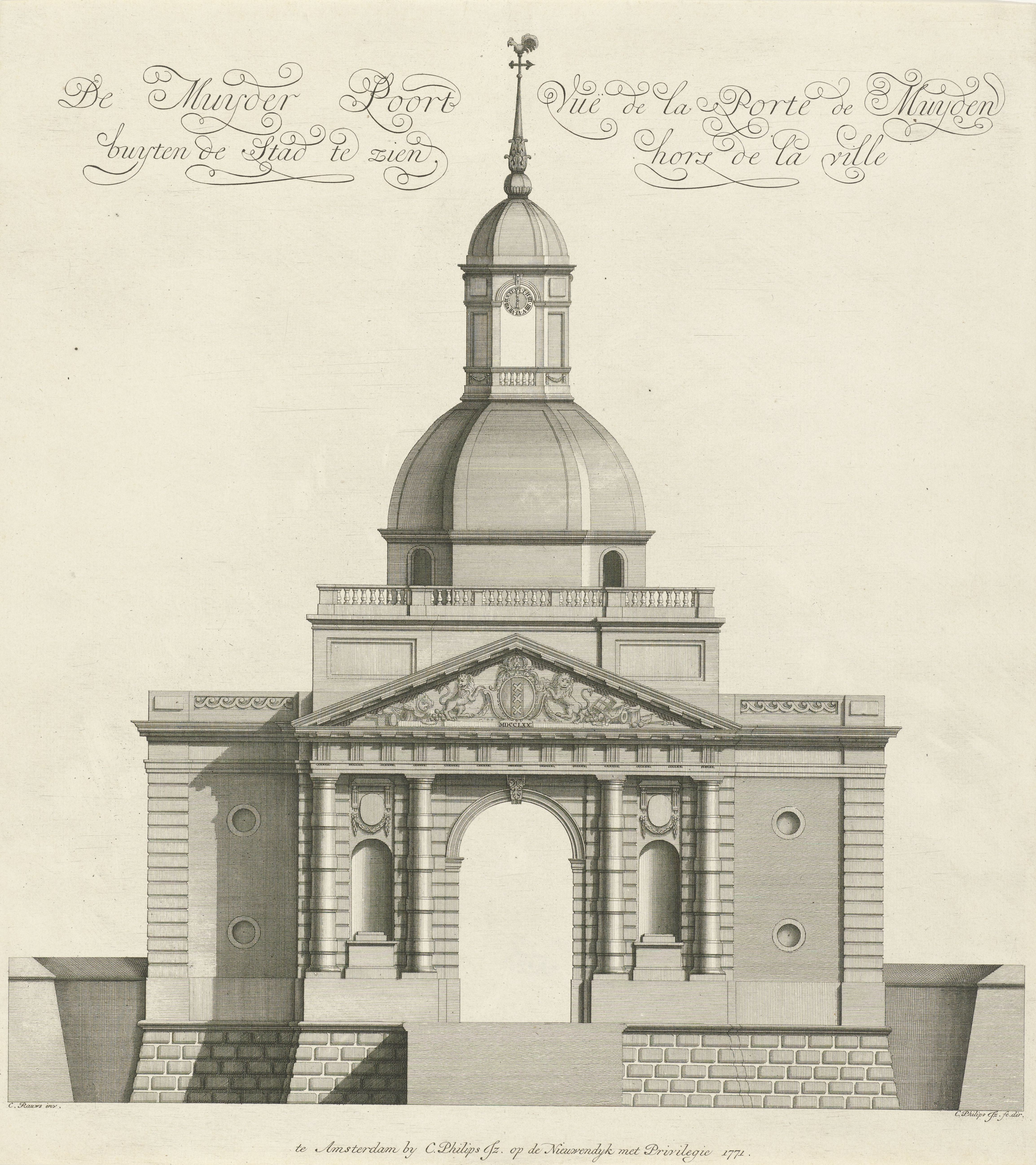
Tweede Muiderpoort
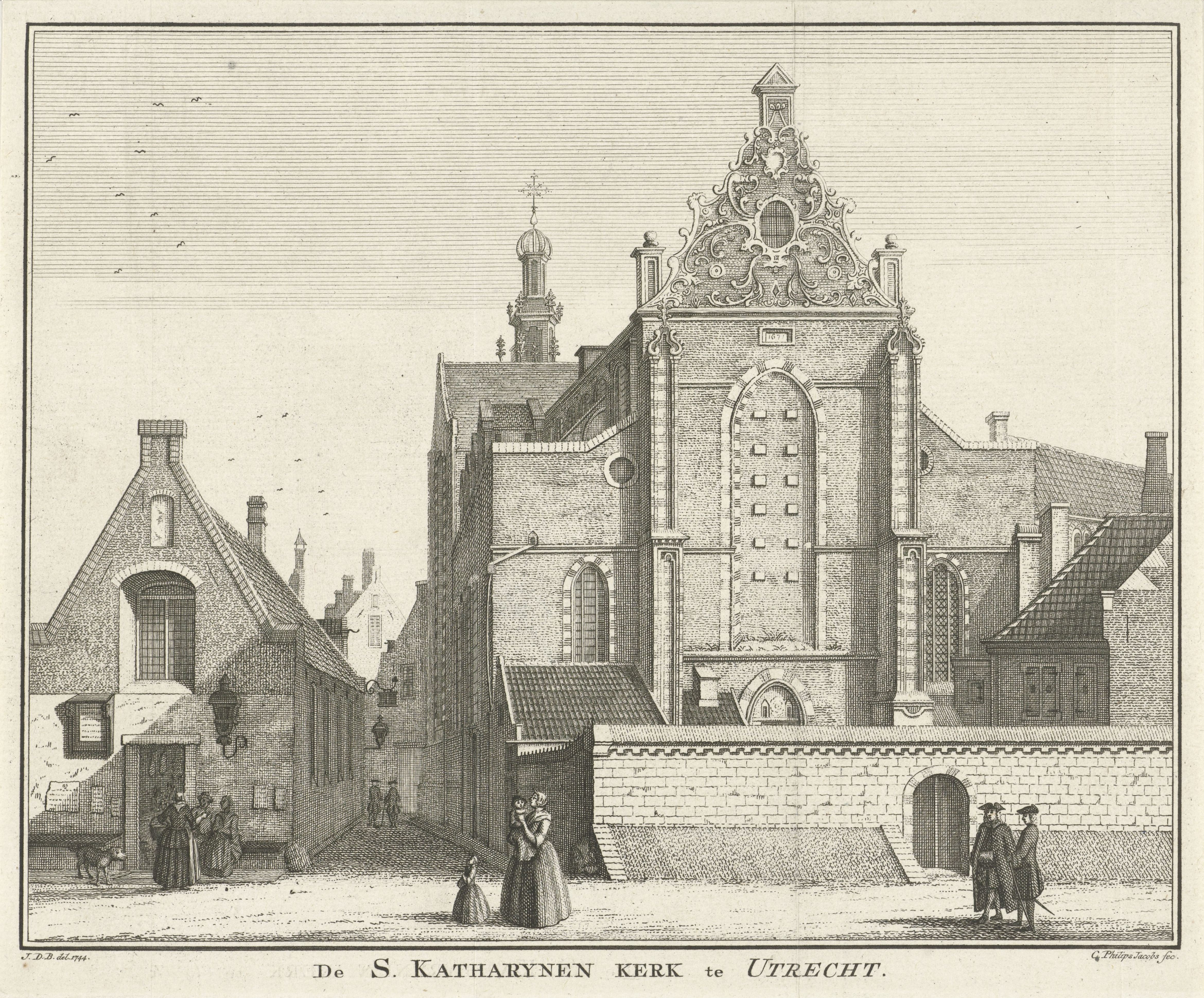
Catharijnekerk, Utrecht
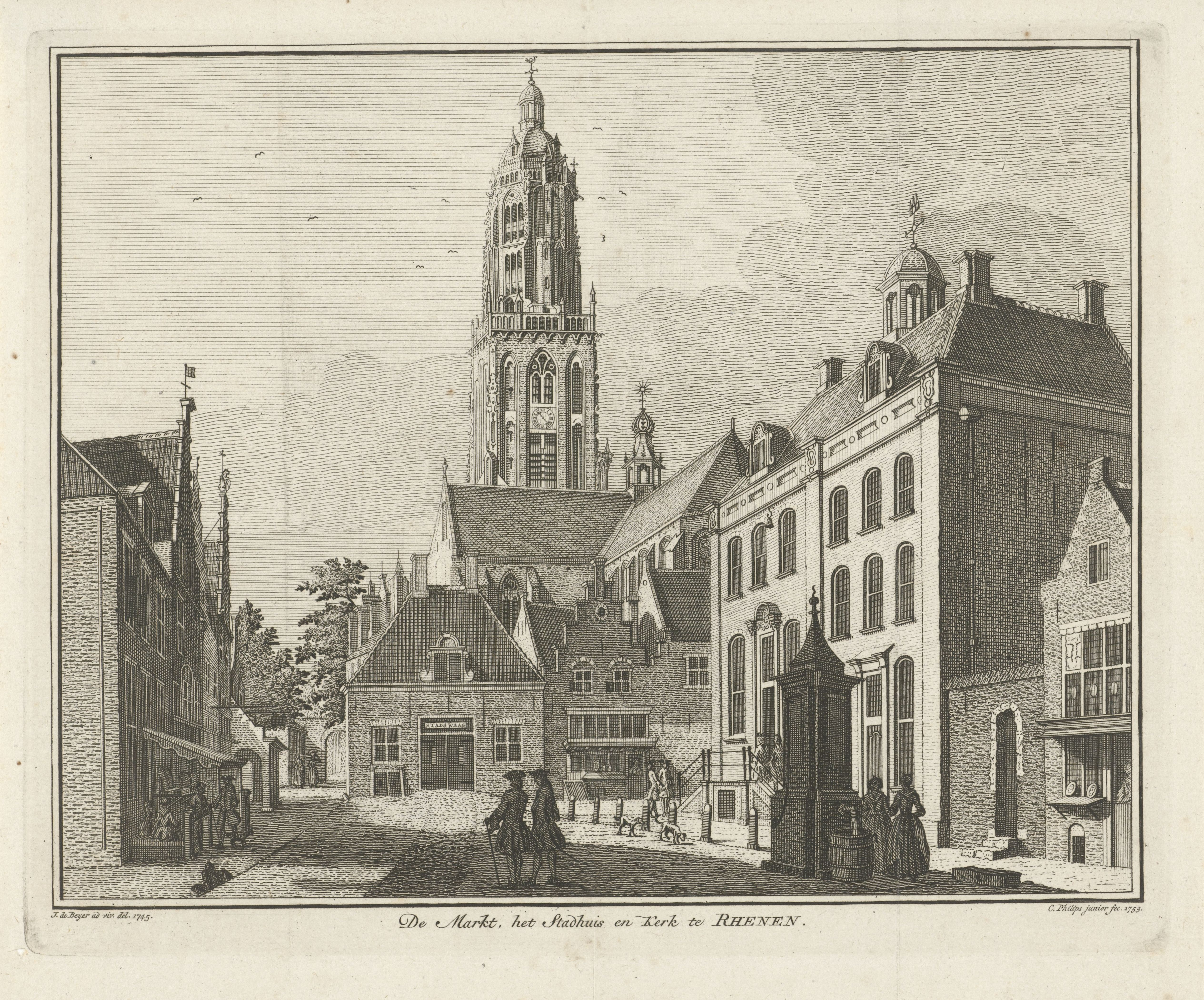
Cunerakerk, Rhenen
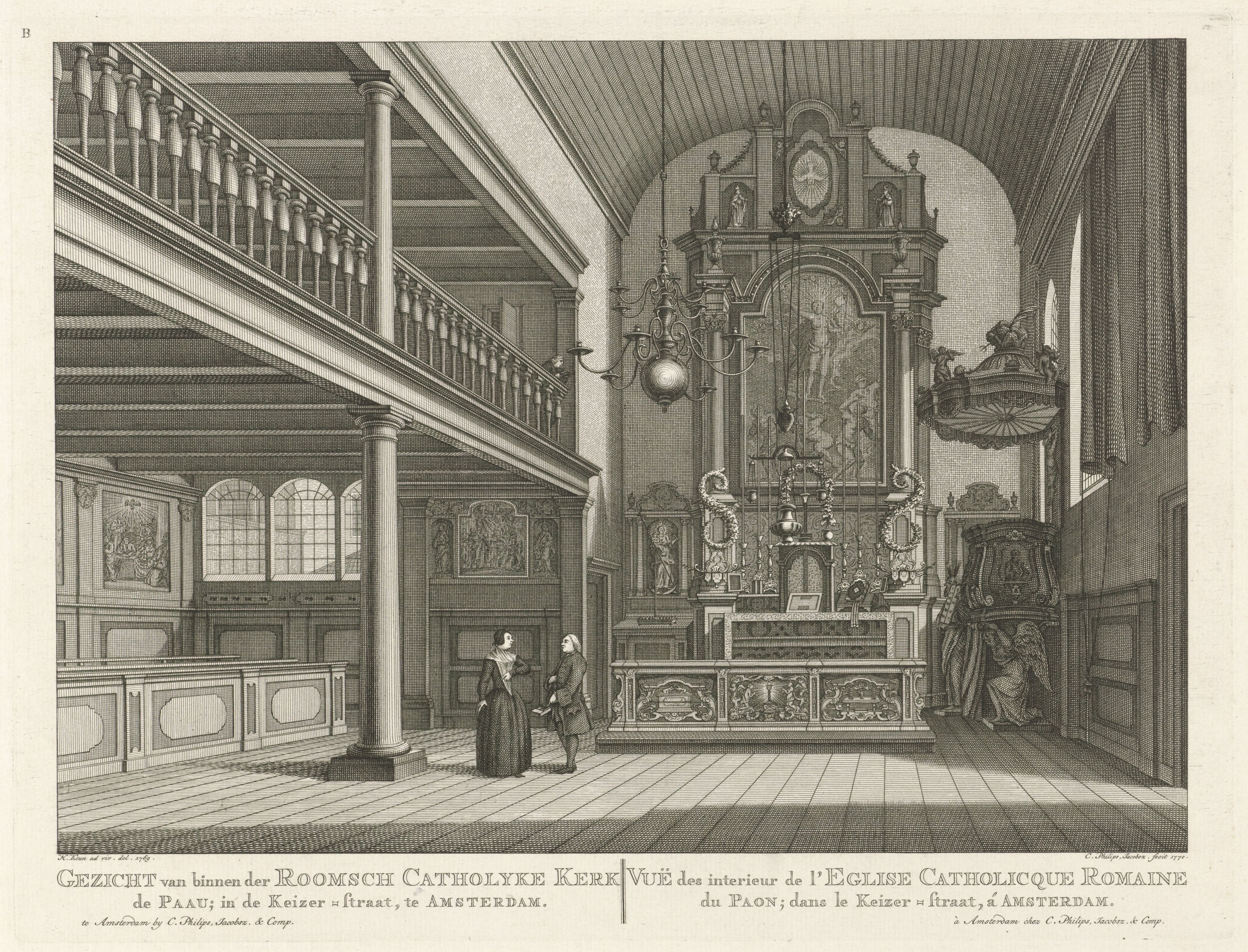
Schuilkerk de Paauw, Amsterdam